# Elisabeth Grundtvig
Johanne Elisabeth Grundtvig (Copenhague, 1 de diciembre de 1856 –1945) fue una destacada activista danesa en defensa de los derechos de las mujeres, taquígrafa parlamentaria, miembro destacada de la Sociedad Danesa de Mujeres y primera editora de la publicación periódica de la organización Kvinden og Samfundet. En la década de 1880 generó controversia por su posición sobre la moral sexual que llamaba a las mujeres solteras a defender su castidad.

## Biografía
Nacida el 1 de diciembre de 1856 en Copenhague, Johanne Elisabeth Gtundtvig era hija del archivero Johan Diderik Nicolaj Blicher Grundtvig (1822-1907) y Oline Vilhelmine Christiane Stenersen (1828-1893) y nieta del influyente filósofo N.F.S. Grundtvig .
Asistió a la Escuela N. Zahle en Copenhague, donde se formó como maestra de escuela privada terminando sus estudios en 1884 aunque nunca se dedicó a la profesión docente. En 1883, por recomendación de la activista por los derechos de las mujeres Severine Casse, se unió a la Sociedad Danesa de Mujeres, convirtiéndose en la primera editora de Kvinden og Samfundet  de 1885 a 1886 y posteriormente de 1890 a 1894. En la revista colaboró con Ida Falbe-Hansen, quien se convirtió en su amiga y compañera hasta que murió en 1922. Como primera editora de la publicación, incluyó artículos sobre el estado legal y la desigualdad de las mujeres en el matrimonio, así como perspectivas internacionales sobre la situación de las mujeres, especialmente en lo que se refiere a Escandinavia. En 1887-1889 y nuevamente en 1891-1892, fue miembro de la junta central de la Sociedad. Luego se convirtió en miembro de la junta de la sucursal de Copenhague de la Sociedad, que dirigió desde 1895 hasta 1897.
En 1887, causó una gran conmoción en la Sociedad de Mujeres y más allá cuando pronunció un discurso sobre "Nutidens sædelige Lighedskrav" (Requisitos morales de nuestros tiempos) que se publicó en la revista Kvinden og Samfundet . Llamando a la castidad prematrimonial, atacó a hombres y mujeres, y sostuvo que los hombres deberían adoptar una mirada "más pura" de la mujer sobre la moral sexual. El artículo provocó una respuesta irónica de Georg Brandes, el principal crítico literario de la época, en el periódico Politiken . Grundtvig demandó con éxito al periódico, librándose de las acusaciones de fraude de Brandes. Si bien el resultado condujo a un aumento en la membresía de la Sociedad de Mujeres, muchas continuaron manteniendo que el sexo no era un tema relevante para la organización.
En 1890, Grundtvig aprendió taquigrafía, convirtiéndose en una de las primeras mujeres en pasar el examen parlamentario de taquigrafía. Y a pesar de una considerable oposición, fue la primera mujer empleada como taquígrafa por el parlamento danés, allanando el camino para otras. Ayudó a Falbe-Hansen con la traducción de las obras de la autora sueca Selma Lagerlöf hasta su muerte en 1922, y luego continuó la obra ella misma.
Elisabeth Grundtvig murió en el distrito Frederiksberg de Copenhague el 10 de febrero de 1945.